# Anoba uncifera
Anoba uncifera là một loài bướm đêm trong họ Erebidae.